# Estación de Correos
La estación de Correos es una estación del metro de Barcelona fuera de servicio que se encuentra entre las estaciones de Jaume I y Barceloneta, concretamente bajo la Vía Layetana de Barcelona, entre la calle Ángel Baixeras y la plaza Antonio López, junto edificio de Correos. Actualmente se encuentra cerrada, pero todavía se puede ver cuando los trenes de la Línea 4 se dirigen en sentido hacia La Pau. Anteriormente también se conservaba el acceso a la estación, cubierto con una reja metálica, pero fue derribado debido a la posterior supresión de barreras arquitectónicas llevada a cabo por el Ayuntamiento de Barcelona.

## Historia
La estación se inauguró el 20 de febrero de 1934, cuando se amplió el Gran Metro de Barcelona desde Jaume I a Correos, siendo su cabecera. Se encontraba en el tramo entre la estación de Aragón (ahora Paseo de Gracia) y Correos del Gran Metro. Ahora dicho tramo pertenece a la línea 4. El 20 de marzo de 1972 dejó de dar servicio por las obras de la prolongación de la línea hasta Barceloneta (tramo inaugurado en 1976). Desde el tren todavía se pueden ver anuncios de la época y propaganda electoral de 1971.